# Батырай, Омарла
Омарла Батырай (дарг. ГӀямарла Батирай) — даргинский поэт, лирик, живший в 19-м веке, один из основателей даргинской литературы.

## Биография

### Родители и детство
Омарла (в переводе с даргинского языка — сын Омара) Батырай родился в селении Урахи Даргинского округа (ныне Сергокалинский район Дагестана), по национальности даргинец. В период жизни поэта, в горах Дагестана не проводилась запись актов гражданского состояния, поэтому отсутствуют точные сведения о годах рождения и смерти поэта, однако большинство биографов склоняется к тому, что 1820—1902 годы являются наиболее вероятными годами рождения и смерти Батырая. По данным Национальной библиотеки РД им. Р. Гамзатова годы жизни 1817–1902.
Родители поэта были узденями (сословие свободных людей). Отец поэта Омар отличался крепким здоровьем и мужеством. Он был человеком поэтически одаренным. Хорошая игра на чунгуре, знание многих народных песен, легенд, сказок, общительность и жизнелюбие делали его любимцем народа. Ряд обстоятельств вынудил Омара пойти служить нукером к местному хану. Служить нукером Омару пришлось недолго, в одной из схваток он был тяжело ранен, и вскоре умер от полученной раны.
О раннем детстве Батырая мало что известно. Вероятно, это было типичное детство крестьянского мальчика из горного аула. Современники поэта утверждают, что Батырай был неграмотен. Мать поэта Шамай хорошо знала народные песни и искусно исполняла их. Она не только пела, но и рассказывала детям сказки, стараясь привить им любовь к музыке. Маленький Батырай запоминал напевы, а затем повторял их на своем чунгуре (струнный музыкальный инструмент). Как поэт Батырай сформировался в начале сороковых годов 19-го века.

### В народе
Батырай пользовался в народе большим уважением. Его приглашали для разрешения различных споров и он всегда оставался неподкупным и справедливым, отстаивал интересы народа, чем снискал любовь и уважение к себе. Батырай был не только хорошим поэтом, но прекрасным певцом-исполнителем. Рассказывают, что однажды Батырай повстречался в пути со знакомыми. Среди них был незнакомый Батыраю кумык. И когда последний узнал о способностях поэта, он иронически произнес: «Петь на родном языке всякий может, пусть ваш певец попробует спеть по-кумыкски».
Батырай запел. Песня его заполнила ущелье. Она не была ни кумыкской, ни даргинской: песня соединяла в себе мелодии двух соседних народов; жителей высоких гор — даргинцев и широких степей — кумыков. Она была могучая, звонкая, как горы, и широкая, раздольная, как степь. Батырай кончил петь. Слушатели долго молчали. Безмолвен был и кумык, боясь нарушить это торжественное молчание. И в этом молчании было признание.

### Личная жизнь
Семьей Батырай обзавелся, когда ему уже было тридцать лет. Он много лет любил девушку по имени Аминат, но не мог жениться на ней, так как она была из богатой семьи и родители не хотели выдавать ее замуж за бедного крестьянина. Батырай был вынужден похитить девушку. По дороге он её очаровал своими песнями и она дала согласие стать его женой. Родители Аминат долго не признавали этот брак; после вмешательства друзей поэта они были вынуждены смириться. Она оказалась достойной и верной подругой поэта. У них родились два сына и две дочери.

### Смерть
В поисках куска хлеба Батырай вдоль и поперек исходил даргинскую землю. Знакомство с жизнью, с самыми различными людьми по профессии и возрасту давало поэту богатейший материал для творчества. Поэт воочию убедился, какой тяжелой была жизнь народа и не мог молчать. Он умер в нищете примерно в 1910 году. Вот что записал о последних днях Батырая, со слов стариков, лично знавших поэта, молодой даргинский писатель 3. Зульфукаров:
«Была страшная зима. Батырай лежал у очага, завернувшись в дырявую шубу, и печально смотрел на остывающий кизячий пепел. Промозглый холод надвигался на него из темных углов ветхой сакли. Батырай умирал. Умирал покинутый всеми. Даже неразлучный в частом горе и редкой радости чунгур был не с ним, чунгур висел на стене. Ослабевший Батырай не мог его достать. Непослушные губы едва шевелились. Батырай шептал свою последнюю песню:
Как же я спою теперь,

Если тягостный недуг,

Если смертная печаль 

В угол бросили меня,

Точно шубу сироты,

Ой, Омара Батырай.
К нему пришла сердобольная соседка. Долго сидела молча и наконец сказала:
— Ты долго прожил, но всю жизнь оставался бедным и несчастным. Я знаю почему.
— Скажи, - с трудом прошептал Батырай,— скажи, я хочу узнать.
—Ты всегда хулил Аллаха . Он гневался на тебя. Скажи хоть теперь: «Ля иляха илля ллях» и, может быть, Аллах простит тебя и попадешь в алжан(прим. рай).
Батырай отвел глаза. Он-то знал, почему всю жизнь был бедным и несчастным. Но не было у Батырая времени объяснить все это соседке, не было у него и сил. Он угасал.
—Сказать, что ли... сказать, что ли... — шептал Батырай, а потом усмехнулся и... умер. Усмешка так и застыла на его губах».

## Творчество
Батырай не сочинял длинных поэм, его стихи в основном представляют собой четырёх- или восьмистишия, которые он исполнял под динда (струнный инструмент вида чунгур). При жизни Батирая его стихи не записывались, и лишь часть его творчества сохранилась до наших дней.
Вообще же, творчество Батырая состоит из трех разделов (частей):
• Первый — самый объёмный раздел — это стихи про любовь, и о любви (пример):
Если б в этом грешном мире

Я решился на разбой,

О, фарфоровая шейка,

Я бы овладел тобой.

Если б райские услады

Вдруг да предложили мне,

Я, конечно, предпочел бы

Жить с тобою на земле.
• Второй раздел — это отвага, храбрость, это стихи о герое ':
Конь, объезженный тобой,

Рушит горы на скаку.

Взмахом плети достаёшь

В дальнем небе облака.

Как от бури задрожит

Трус, настигнутый тобой,

И клянусь я: тёмен свет,

Если подвиг твой не прав.
• Наконец, третья часть творчества — это размышление о жизни и смерти, о молодости и старости, о верности в дружбе, о соседях, врагах, друзьях, о своей судьбе.
До наших дней дошли и последние стихи поэта.
Помутнел мой ясный взор,

Словно солнце в облаках,

И язык мой стал тупым,

Точно выщербленный штык.

Я согнулся и устал,

Как батрак в конце страды,

Бренный мир, чтоб ты пропал

С тем, кто создавал тебя!
Батырай — прежде всего лирик. Любовные песни Батирая пронизаны не совсем характерным для горцев того времени человеческим отношением к женщине. Подобные поступки поэта противоречили традиционному укладу патриархального общества горцев, и воспринимались большинством его современников как вызов всему общественному мнению. 
Старшины селения Урахи не любили Батирая за его независимый характер, за его любовные песни, и запрещали ему петь. За каждую спетую песню на Батирая накладывался штраф, в виде быка. Современники поэта рассказывают о случаях, когда люди в складчину покупали быка, чтобы иметь возможность послушать песни Батирая. Сам Батырай шутливо сетовал по этому поводу:
О безумная любовь!

За тебя — хоть на штыки…

А старшины Урахи

Устрашают за стихи.

Песня вроде пустячок,

Но попробуй-ка сыграй —

Оштрафуют на быка,

Ай, Омарла Батырай!

### На даргинском
Песня о любви:
КуцӀила вацӀа игул

Адалкунил хӀинтӀин цӀа 

Сари дила варглизир,

Мурт чарх игол ахӀбалас.

Алахан урхъи дулъул 

Хъярхъил келекла буррям 

Сари дила хӀулбазир,

Мурт бикӀ дулъал ахӀбалас.
Песня об обездоленной горянке:
ХъунцӀа муцӀур мужукьла

Мукьарагъуна хьунул,

Малли духъна диуллив,

Ну-кӀуналан ливалла,

ДурхӀяйли дихьиб дига 

Даим къилхьадикьули.

ХӀунелла кьас бакьаго 

ИбкӀараш и хайрегор 

Асили маслис дусми 

ДуркӀухӀану дарх гӀвямру.
Песня о тяжёлой доле женщины:
Нуни язихъ дикьани

Чубке мургье мукьара,

Азаюнтла диркьанир 

ДуцибхӀели хьанцӀ бицӀли
Ещё песня о любви:
Амъур зубрела марка 

КӀантӀ-кӀантӀли хӀисаб дикьус, 

Дила дига духури

Хисго или маркали.

Гьала хӀебла шиниш кьар 

ЧӀиъ-чӀиъли лугӀулирус,

Хъарманавша гулвава 

ШехӀлиркьвялера или.
Песня о бедняках:
Хьар забла вана бархӀи 

ГьархьадакӀи улкьархьад 

ХӀякагар цӀуръа дурхӀя 

Ванавякьис цӀалион. 

ВицӀну шурайширил баз 

Дурадухъин хъагьала,

ХӀулбела шала агар. 

Шалавякьис нуллион.
О любимой женщине:
Дила карцӀи духъунил

ХӀябдусан урчилаон

Кункли хьарцӀу тӀвяхӀмаши.

ГӀурра дига дихьибил 

КӀарахъела хъараон 

Хъирхъа цӀудар хӀулбаши. 

ГӀурра карцӀи духъунил

Мисри тулла гавгьаръон 

ГъвярцӀли дилсун нудбаши.

### Хронология
Его стихи не поддаются датировке, поэтому трудно проследить процесс творческого развития поэта. В первых сборниках стихи Батырая расположены без соблюдения хронологического порядка, так как его стихи собраны после Октябрьской революции, когда поэта уже не было в живых и установить хронологию можно только по тематике.

### Печать
Впервые стихи Батырая были собраны С. М. Омаровым, им же был подготовлен к печати первый сборник изданный арабским шрифтом. В 1954 году Дагестанским книжным издательством был издан второй сборник песен Батырая на даргинском языке. Сборник и предисловие к нему были подготовлены Г. Османовым. Впервые на русском языке стихи Батырая были опубликованы в газете «Известия» с предисловием Эффенди Капиева. В журнале «Колхозник» за 1936 год были опубликованы две песни Батырая в переводе А. Шпирта. Они вышли также на страницах журналов «Звезда» и «Знамя». В 1947 году Дагестанской научно-исследовательской базой АН СССР был издан первый сборник его стихов на русском языке. Талантливые переводы стихов Батырая на русский язык Н. и Э. Капиевых сделали его творчество достоянием всесоюзного читателя. Этот сборник был переиздан вначале в Дагестане, а потом в Москве. Произведения Батырая вошли также в сборник «Дагестанские лирики». 
Поэзией Батырая интересовались и деятели даргинской культуры Алибек Тахо-Годи и Башир Далгат. А. Тахо-Годи бережно хранил тетрадь, где им были собраны 47 песен Батырая. Эта тетрадь была бесследно утеряна в 1937 году. Неизвестно какие песни Батырая были им записаны. Из 47 песен известны только пять, и то в русском переводе (оригинал не сохранился). Две из них были переведены А. Шпиртом и опубликованы в журнале «Колхозник» за 1936 год, а три с подстрочными переводами Тахо-Годи сохранились в архиве Р. Фатуева и были опубликованы в газете «Дагестанская правда».

## Память
- Расул Гамзатов посвятил Батыраю одно из своих стихотворений[16]:

У поэтов нет могил,

Если их стихи живут

У народа на устах.

Вот Омарла Батырай

Создал памятник себе,

О котором лишь мечтать

Может истинный поэт

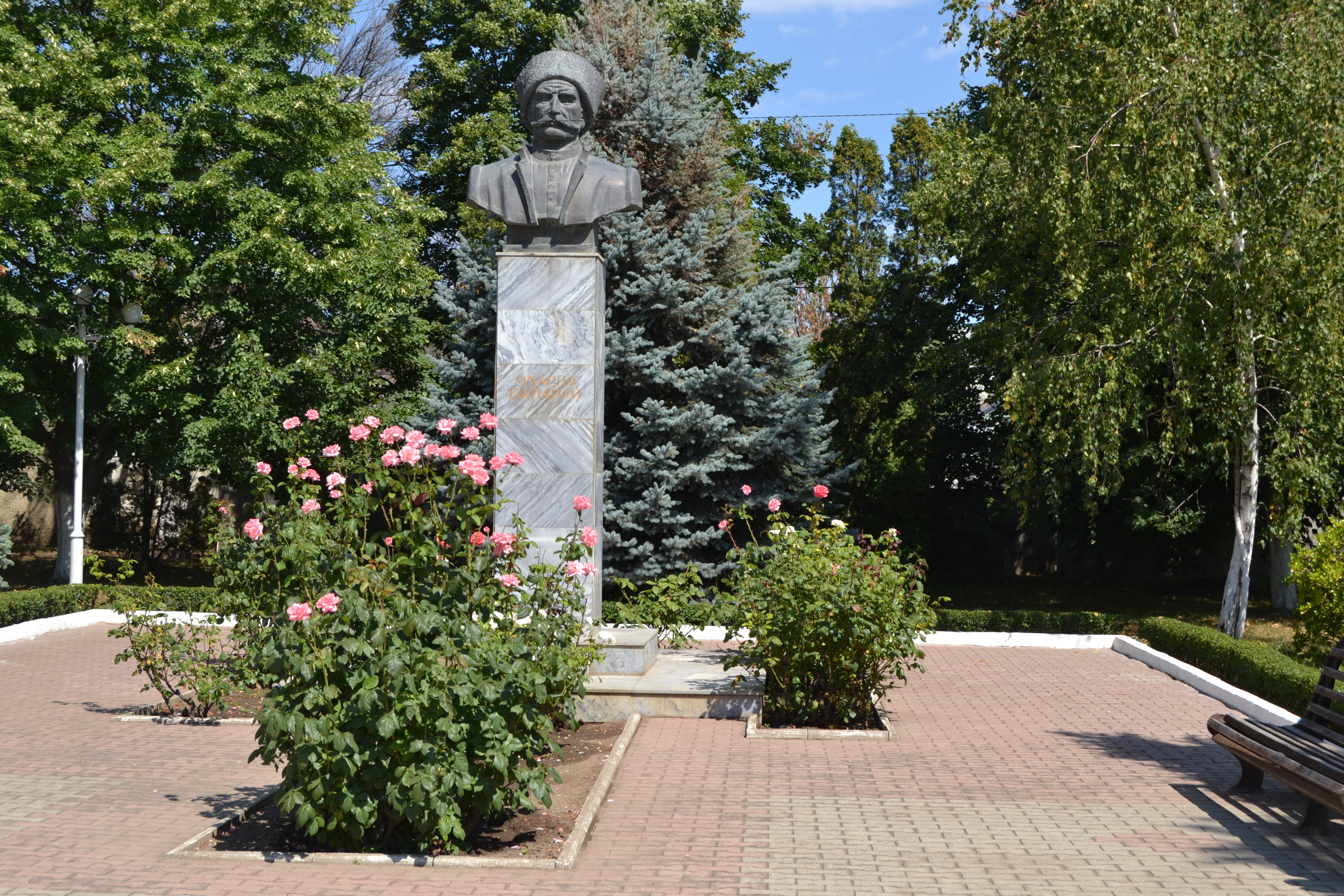
Бюст в Избербаше

- В сентябре 1961 года в городе Избербаш был открыт Государственный даргинский театр, которому было присвоено имя Омарла Батырая[17]

- Одна из центральных улиц в Махачкале названа именем поэта
- В г. Избербаш установлен бюст
- В с. Сергокала бывшая Средняя школа №1 переименована в "Лицей имени О. Батирая"
- Перед лицеем установлен бюст поэта
- В Государственном республиканском русском драматическом театре им. М. Горького в Махачкале 9 ноября 2018 года провели концерт, посвященный 200-летию поэта[18]
- В 2019 году в Санкт-Петербурге провели вечер, приуроченный к 200-летию Омарла Батырая[19].

### Переводы
1. ↑  Перевод (Э. Капиева): 
Я ношу в груди огонь, 

Гибель сеющий в лесах, 

Но когда, не знаю сам, 

Он испепелит меня. 

Разрушительницу гор — 

Бурю я ношу в глазах, 

Но когда, не знаю сам, 

В прах сметет она меня
2. ↑  
Жена, похожая на ягненка, 

У старика с черствой бородой, 

И вправду ли ты стареешь, 

А я ведь все еще сохраняюсь, 

Все твердя о любви. 

Что родилась у меня в юношестве. 

Чтоб купив за богатство годы, 

Ты хоть потерпи 

Пока умрет ничтожный. 

Провести нам жизнь совместно.
3. ↑  
Мне бывает очень жаль

Златорунную овцу,

Если волк ее настиг

В Азаюнтской стороне
4. ↑  
Так осматриваю я 

Каплю каждую с небес,

Может упадет с дождем 

Талисман моей любви.

Так считаю по весне 

Каждый стебель на полях,

Может,выйдет из земли 

Фиолетовый цветок.
5. ↑  
Солнце южное мое,

Глянь в окошко хоть разок,

Чтоб согреть своим огнем 

Неодетых бедняков.

Двухнедельная луна.

Выйди из дому хоть раз,

Чтоб зажечь глаза слепых,

Точно звезды, подо лбом.
6. ↑  
Ножки я твои люблю,

Так легко они идут,

Словно конь трехлетний, ты!

Я в глаза твои влюблен:

Как горох у нас в горах,

Так черны твои глаза

Брови я твои люблю.

Словцо надпись на клинке,

Подо лбом они идут.